# Зутер, Фабьенн
Фа́бьенн Зу́тер (нем. Fabienne Suter, род. 5 января 1985 года, Заттель) — швейцарская горнолыжница, призёр чемпионата мира 2007 года. Специалистка скоростных дисциплин.
В Кубке мира Зутер дебютировала в 2002 году, в феврале 2008 года одержала свою первую победу на этапе Кубка мира в супергиганте. Всего на имеет 4 победы на этапах Кубка мира, из них 3 в супергиганте и 1 в скоростном спуске. Лучшим достижением Зутер в общем зачёте Кубка мира являются 7-е места в сезонах 2008/09 и 2009/10.
На Олимпиаде-2010 в Ванкувере стартовала в четырёх дисциплинах: скоростной спуск - 5-е место, суперкомбинация - 6-е место, супергигант - 13-е место, гигантский слалом - 4-е место.
За свою карьеру участвовала в семи чемпионатах мира, на которых завоевала одну бронзовую медаль в командных соревнованиях на чемпионате мира 2007 года в шведском Оре.
Завершила карьеру в апреле 2017 года.
Использовала лыжи производства фирмы Dynastar.

## Зимние Олимпийские игры
| Олимпийские игры | Скоростной спуск | Супергигант | Гигантский слалом | Слалом | Супер- комбинация |
| ---------------- | ---------------- | ----------- | ----------------- | ------ | ----------------- |
| 2010 Ванкувер    | 5                | 13          | 4                 | —      | 6                 |
| 2014 Сочи        | 5                | 7           | 26                | —      | —                 |

## Победы на этапах Кубка мира (4)
| №  | Сезон   | Дата        | Место             | Дисциплина       |
| -- | ------- | ----------- | ----------------- | ---------------- |
| 1. | 2007/08 | 10 фев 2008 | Сестриере         | Супергигант      |
| 2. | 2007/08 | 13 мар 2008 | Бормио            | Супергигант (2)  |
| 3. | 2008/09 | 27 фев 2009 | Банско            | Скоростной спуск |
| 4. | 2011/12 | 8 янв 2012  | Бад-Клайнкирххайм | Супергигант (3)  |